# Burkhard von Gemmingen
Burkhard von Gemmingen (* 14. Mai 1932 in Neckarzimmern; † 1. Oktober 2006 in Mosbach) war ein deutscher Betriebswirt. Er war Eigentümer des Burghotels auf Burg Hornberg, Präsident der Vereinigung Gast im Schloß, Rechtsritter des Johanniterordens und Familienrat des Kraichgauer adeligen Damenstifts. Er gehörte dem Verwaltungsrat der Johannes-Anstalten in Mosbach an, war ehrenamtlicher Richter am Verwaltungsgericht Karlsruhe und Handelsrichter am Landgericht Mosbach. Außerdem war er auf lokaler und auf Kreisebene politisch tätig und war Vorsitzender des Ortsvereins und Mitglied des Kreisvorstands der CDU im Neckar-Odenwald-Kreis.

## Leben
Er war der zweite Sohn von Reinhard von Gemmingen (1901–1981) und der Hertha von Gemmingen-Steinegg (1906–1988). Der Vater hat in Folge der Weltwirtschaftskrise das Schloss Neckarzimmern verkauft und die Familie war zunächst in das benachbarte Rentamt und dann in den Mantelbau auf Burg Hornberg gezogen. 1953 eröffneten die Eltern schließlich die Burggaststätte auf Burg Hornberg. Burkhard studierte Betriebswirtschaft in Mannheim und promovierte zum Dr. rer. pol. Anschließend war er für eine Wirtschaftsprüfungsgesellschaft tätig und machte sich dann als Wirtschaftsprüfer selbstständig.

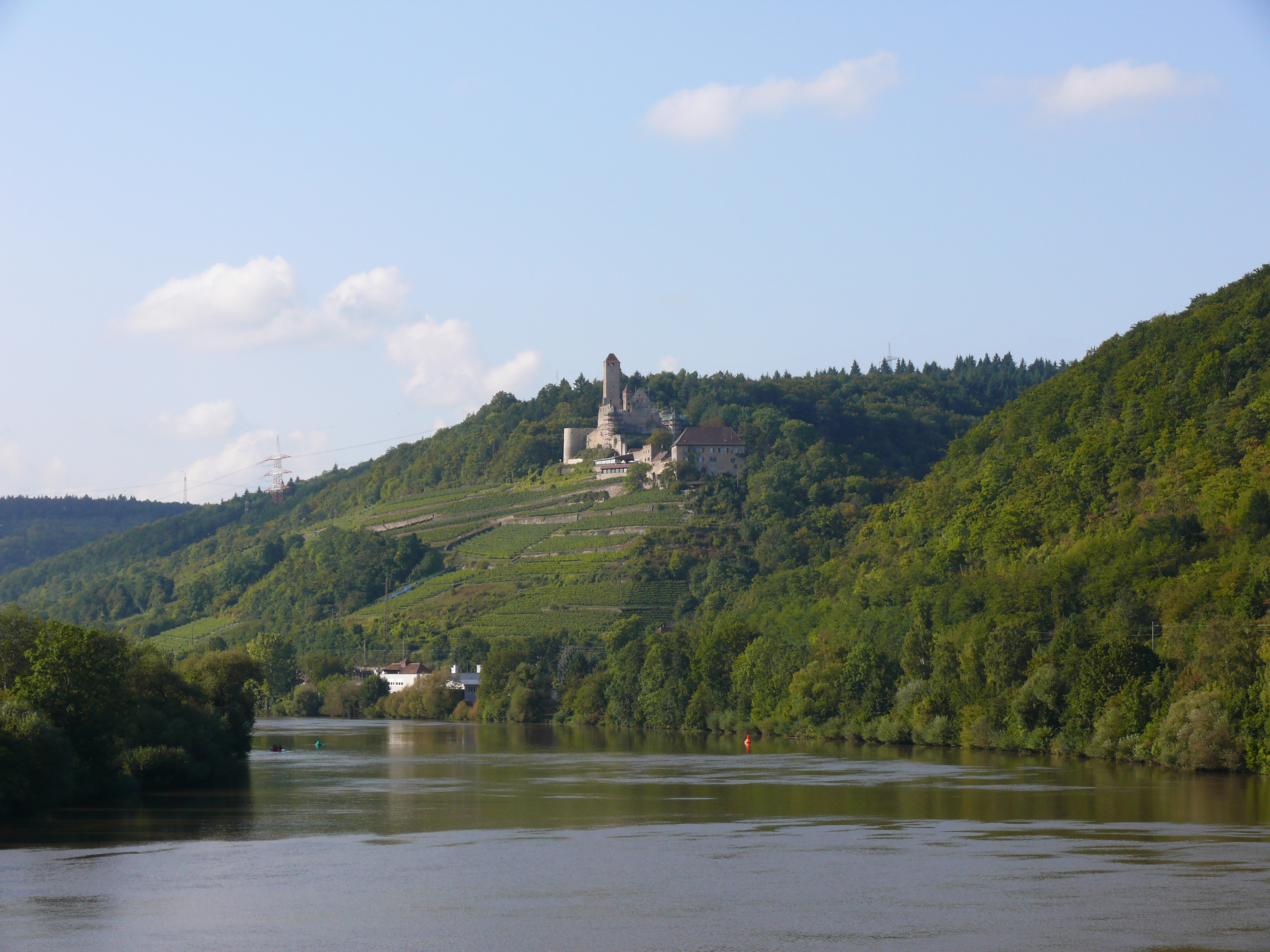
Burg Hornberg am Neckar

Als sein Vater 1963 sein Erbe regelte, kam der Grundbesitz traditionell an den ältesten Sohn Hans-Wolf (* 1930). Der Gastronomiebetrieb jedoch kam an Burkhard, der auf Burg Hornberg zwei Restaurants und ein Hotel ausbaute. Die Betriebe wurden vor allem von Industriellen-Tagungen und internationalem Tourismus geschätzt und nahmen eine ausgesprochen gute Entwicklung. Beim Marketing setzte man insbesondere auf den prominenten Vorbesitzer der Burg, den durch Goethe weltbekannten Ritter Götz von Berlichingen mit der eisernen Hand, dem auch die Erfindung des Schwäbischen Grußes angedichtet wird. Die Zeit urteilte 1980, dass Burg Hornberg sowie die am gegenüberliegenden Neckarufer befindliche, ebenfalls im Besitz der Gemmingen liegende Burg Guttenberg die am besten vermarkteten Burgen der Burgenstraße seien. Burkhard von Gemmingen wurde 1970 Präsident der Vereinigung Gast im Schloß, in der zahlreiche Gastronomie- und Gastgewerbebetriebe in Burgen und Schlössern zusammengeschlossen sind. Er hatte dieses Amt bis 1989 inne.
Nach dem Aussterben des Beihinger Familienzweiges der Freiherren von Gemmingen mit Max von Gemmingen (1901–1962) erbte Burkhard von Gemmingen außerdem die Hälfte des 80 Hektar umfassenden Familienbesitzes in Michelfeld. Auf 6,5 Hektar davon ließ er Weinberge anlegen, den Rest verpachtete er an die Südzucker AG.

## Familie
Er heiratete am 10. September 1967 in Königstein im Taunus Yvonne von Zobeltitz (* 1946), eine Tochter der Schriftstellerin Leonie Ossowski (eigentlich Jolanthe von Zobeltitz, geb. von Brandenstein). Das Paar bewohnte ein 1966 außerhalb der Burg Hornberg errichtetes Landhaus.
Nachkommen:
- Marcus (* 1968)
- Robin (* 1970)